# Wojciech Necel
Wojciech Necel (ur. 6 września.1952 we Władysławowie, zm. 16 września 2024) – katolicki prezbiter, chrystusowiec, kanonista, doktor habilitowany nauk teologicznych, profesor nadzwyczajny na Wydziale Prawa Kanonicznego Uniwersytetu Kardynała Stefana Wyszyńskiego w Warszawie. 

## Życiorys
Urodził się w rodzinie Juliusza i Apolonii z domu Kaleta. W latach 1982–1986 odbył studia z prawa kanonicznego na Papieskim Uniwersytecie Gregoriańskim w Rzymie, uwieńczone uzyskaniem stopnia naukowego doktora prawa kanonicznego w oparciu o rozprawę: Il carisma della Società di Cisto per gli emigrati Polacchi, opublikowaną w Rzymie w 1988 roku. Na podstawie oceny ogólnego dorobku naukowego i przedstawionej rozprawy pt.: Prawo własne instytutu życia konsekrowanego jako funkcja charyzmatycznego obdarowania na Papieskim Wydziale Teologicznym we Wrocławiu w roku 2007 uzyskał stopień doktora habilitowanego nauk teologicznych w zakresie prawa kanonicznego. 
Pełnił funkcję kierownika Katedry Historii Prawa Kanonicznego na Wydziale Prawa Kanonicznego Uniwersytetu Kardynała Stefana Wyszyńskiego w Warszawie.
Jego zainteresowania oscylowały wokół tematyki prawa kanonicznego oraz problemów kanoniczno–pastoralnych współczesnego duszpasterstwa emigracyjnego.
Był bratankiem pisarza Augustyna Necla.

## Wybrane publikacje
- Il carisma della Società di Cisto per gli emigrati Polacchi, Rzym 1988
- Kardynał August Hlond, Prymas Polski, Współcześni wspominają, (red.) Poznań 1993
- Rozbudzić wiarę ojców. Niemiecko-włosko-holenderska prowincja chrystusowców pod wezwaniem św. Józefa Opiekuna NMP, Poznań - Essen 1995
- Kardynał Założyciel August Hlond. Listy i konferencje Ojca Ignacego Posadzego TChr, Współzałożyciela Towarzystwa Chrystusowego dla Polonii Zagranicznej o Kardynale Założycielu kierowane do chrystusowców, (red.) Poznań 1995
- Z notatnika kard. A. Hlonda, (red.) Poznań 1995
- Z głęboką perspektywą w dal. Przemówienia, kazania, wspomnienia Sługi Bożego kard. Stefana Wyszyńskiego, Prymasa Polski o Słudze Bożym kard. Auguście Hlondzie, Prymasie Polski, (red.) Szczecin 1998
- U św. Katarzyny w Trzecie Wiary Tysiąclecie,  Szczecin 1999
- Prawny aspekt powołania chrystusowca. Vocatio divina czy necesssitas pastoralis, Szczecin 2002
- Śladami współczesnego migranta … w Niemczech, Pelplin 2005 (współautorzy: ks. Stefan Ochalski TChr, Bronisław Gembala)
- Prawo własne instytutu życia konsekrowanego jako funkcja charyzmatycznego obdarowania Kościoła, Poznań 2006
- Sentire cum Societate. W 75. rocznicę powstania Towarzystwa Chrystusowego dla Polonii Zagranicznej, Poznań 2007
- Potulicki duch. Studium teologiczno–prawne, Poznań 2008
- Jan Paweł II, Orędzia na Światowy Dzień Migranta i Uchodźcy, (red.) Poznań 2009